# Isoodon macrourus
El bandicut marrón septentrional (Isoodon macrourus) es una especie de marsupial peramelemorfo de la familia Peramelidae endémica de las costas septentrional y oriental de Australia, así como en algunas islas próximas, principalmente Papúa Nueva Guinea. Asimismo, no vive en el interior del continente australiano, donde el ambiente es extremadamente caluroso y poco acogedor para la mayoría de organismos.

## Descripción
El cuerpo de este bandicut tiene una longitud de 40 cm, la cola mide alrededor de 15 cm y pesa 1,2 kg. Los machos miden de 5 a 7 cm más que las hembras y pesan 0,5 kg más.
Tiene una pelaje largo, de color beige con manchas negras en el dorso y el vientre es blanco. Sus orejas son pequeñas y redondas y su nariz es pequeña. Puede ser confundido fácilmente con el bandicut marrón meridional (Isoodon obesulus) , pero difieren en el tamaño ( el septentrional es mayor) y distribución (el meridional vive en la costa sur de Australia).

## Hábitat
Se encuentra sólo en el norte y este de las costas de Australia y especialmente en torno a las islas de Papúa Nueva Guinea. No se le suele encontrar en el interior del país donde las condiciones de vida son muy difíciles. Su hábitat depende de la temporada: durante la estación seca, vive en zonas boscosas y de matorrales, y durante la temporada de lluvias, sale a las praderas donde puede encontrar una vegetación mucho más abundante, y puede encontrar alimento más fácilmente.

## Alimentación
el bandicut marrón septentrional es omnívoro y se alimenta de insectos lombrices de tierra, frutos y semillas. A veces , en tiempos de escasez, la hembra puede devorar a sus crías. Tienen un olfato muy desarrollado, que les permite encontrar su alimento, incluso bajo tierra, pero por las noches, él mismo se convierte en una presa fácil para los gatos, zorro y algunos rapaces nocturnos.

## Estilo de vida
Construyen sus nidos en el suelo, bien camuflados y resistentes al agua, con un montón de ramas y con espacio para un solo animal. Algunos bandicut anidan en árboles huecos o madrigueras de conejo abandonadas.

## Reproducción
No tienen un momento determinado del año para reproducirse. El periodo de gestación es de sólo 12,5 días, el menor registrado en cualquier mamífero y las crías pasan dos meses en la bolsa marsupial. Suele tener entre 2 y 4 crías en cada camada, y un total de entre 8 y 11 crías a lo largo de su vida.

## Estado de conservación
Durante el siglo pasado, las poblaciones de I. macrourus han disminuido después de la introducción de conejos y el ganado en Australia, que aumentaron mucho la competencia por el alimento y el hábitat. Posteriormente las poblaciones de bandicuts sufrieron más tras la introducción del zorro y el gato, que son depredadores de animales pequeños.